# Chievolis

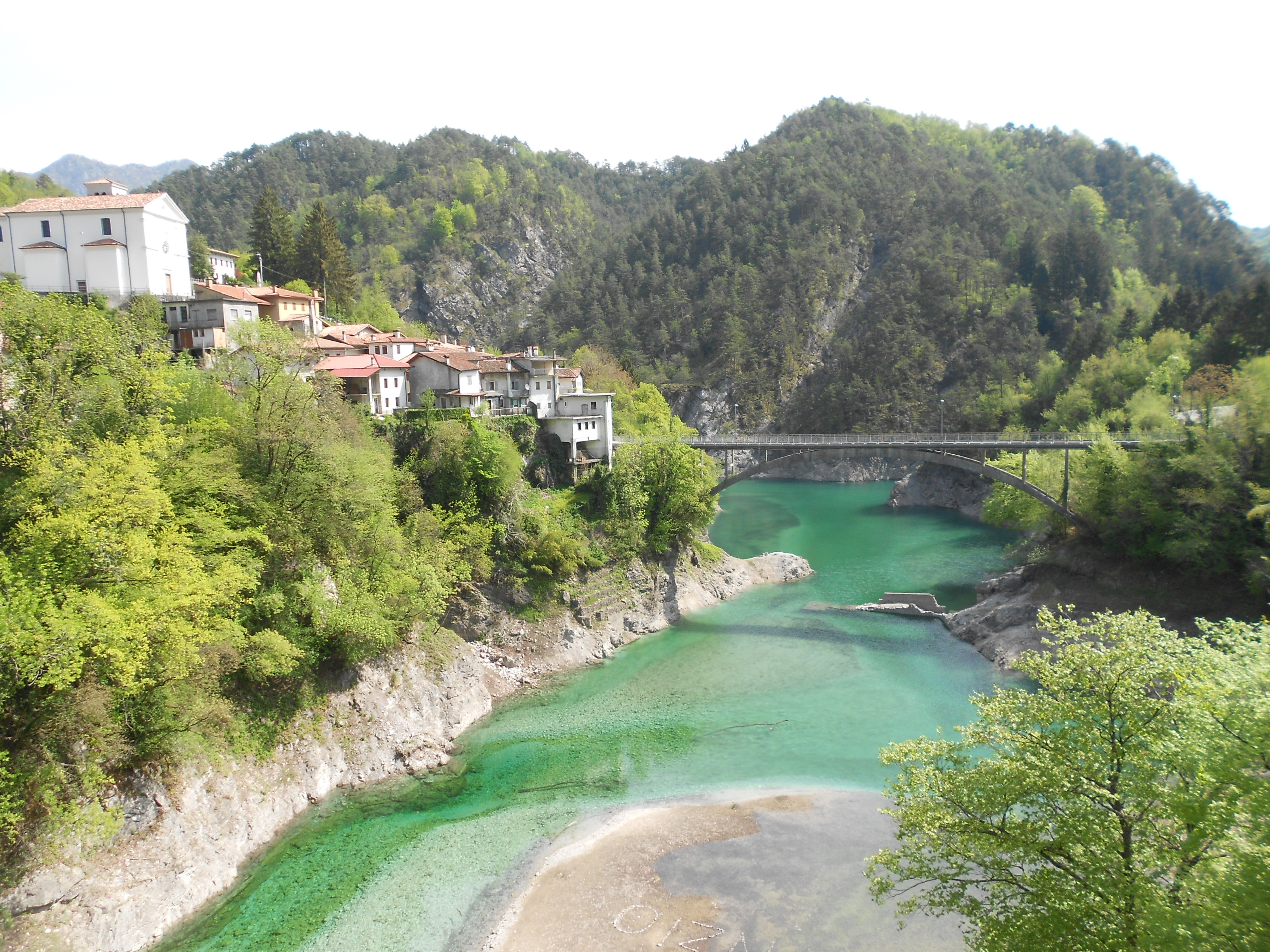
Immagine del ponte di Chievolis

Chievolis (in friulano locale Cjevoles) è una frazione del comune italiano di Tramonti di Sopra, in provincia di Pordenone. Si trova a est del lago di Cà Selva e a ovest del lago di Redona, nel cuore della Val Tramontina.

## Storia
L’insediamento di Chievolis si sviluppò tra il cinquecento e il seicento, Chievolis nacque come insediamento di famiglie di allevatori e contadini che cercavano terreni da sfruttare per le loro bestie.
L’economia di Chievolis si basava principalmente su agricoltura, allevamento, pascoli e attività legate ai molini. Il molino del Chiarchia, di cui Chievolis aveva una quota, era un bene comune essenziale.
Nel 1741, i capifamiglia di Chievolis e delle borgate limitrofe (tra cui Redona, Selva, Staligial, Inglagna, Barbeadis) sottoscrissero una richiesta formale per avere un sacerdote stabile nella loro chiesa di San Pietro (che venne restaurata e ampliata a fine '800), dotata già di canonica.
A questa richiesta seguirono altre: nel 1747 viene chiesto di stabilire un cappellano permanente, e nel 1754 si sollecita l’obbligo per il parroco di visitare mensilmente la chiesa di Chievolis. Nonostante l’opposizione del pievano di Tramonti, che difendeva i diritti giurisdizionali tradizionali, le richieste furono appoggiate dalla comunità dei canali con determinazione crescente.
Un importante atto notarile del 1764 testimonia la convocazione della vicinia generale dei luoghi del Silisia (Chievolis incluso) per affrontare una causa contro il pievano, con lo scopo di difendere l’uso della chiesa e ottenere una maggiore autonomia.
Il "sogno" di ottenere una certa autonomia da parte della comunità in campo ecclesiastico si verificò il 24 agosto 1942, quando fu dichiarata parrocchia indipendente.
Dalla seconda metà dell'ottocento il paese subisce una profonda emigrazione da parte dei suoi abitanti in cerca di lavoro, molti dei quali furono impiegati come squadratori di traversine ferroviarie. 

## Infrastrutture
- Centrale idroelettrica
- Ponte di Chievolis

## Luoghi di interesse
Chievolis è una meta eccellente per gli amanti della montagna e di attività sportive come camminate in mezzo alla natura.
- Chiesa Parrocchiale dei Santi Apostoli Pietro e Paolo